# Верхошинский, Владимир Вячеславович
Влади́мир Вячесла́вович Верхоши́нский (род. 28 августа 1981, Якутск, СССР) — российский топ-менеджер, финансист. Главный управляющий директор Альфа-банка. Член наблюдательного совета «Альфа-Групп».
В 2021 году стал Банкиром года по версии портала «Банки.ру». С 2019 по 2024 (шесть лет подряд) признан «Коммерсантом» лучшим руководителем банка в России. В 2020, 2022 и 2024 году назван Ассоциацией менеджеров России лучшим СЕО среди российских компаний.

## Образование
В 1998 году с золотой медалью окончил среднюю общеобразовательную школу № 2 имени В. З. Власова в Тарусе. В 2003 году с красным дипломом окончил Финансовый университет при Правительстве Российской Федерации по специальности «финансы и кредит», стипендиат Президента РФ. В 2008 получил две степени в Стэнфордском университете (США) — Master of Business Administration и Master of Public Management.

## Карьера
С 2002 года работает в банковском секторе. Карьеру начал в московском офисе КБ «Ситибанк». В 2003-2006 годах работал в консалтинговой компании McKinsey & Company, в 2008-2009 годах — в инвестиционном фонде VR Capital.
С 2009 по 2011 год занимал руководящие должности в Группе ВТБ: вице-президент, начальник управления корпоративного развития и стратегии Банка ВТБ. В конце 2011 года перешёл в Банк Москвы, где в должности заместителя президента — председателя правления отвечал за развитие розничного и малого бизнеса, ипотечного кредитования и частного банковского обслуживания. Являлся лицом банка в рекламных и маркетинговых коммуникациях. В мае 2016 года при объединении двух банков вернулся в Банк ВТБ, где продолжал отвечать за розничный бизнес в должности члена правления.
С июля 2018 года возглавляет Альфа-банк в должности главного управляющего директора (CEO). Своими первостепенными задачами здесь Верхошинский называл удвоение доли банка на рынке кредитования и вывод банка в технологические лидеры. Обновил команду топ-менеджмента, провёл сокращение 12 % штата (около 3 тысяч человек), при этом, как пишут СМИ, с приходом Верхошинского Альфа-банк резко увеличил темпы роста.
Совладелец Альфа-групп Михаил Фридман рассказывал, что на первые 12 месяцев Верхошинского назначили CEO Альфа-банка с «символической зарплатой». Было поставлено условие — банк выплатит годовую компенсацию топ-менеджеру в случае, если руководство будет довольно проделанной работой.
Спустя год после его назначения в рейтинге банков на независимом портале banki.ru за 2019 год Альфа-банк поднялся на два пункта, до четвёртого места.
В 2020 году Верхошинский стал одним из первых топ-менеджеров, разрешивших сотрудникам из-за распространения коронавируса до конца года не возвращаться на работу в офис.
Под его руководством банк подтвердил свое технологическое лидерство, став обладателем ряда наград: несколько раз признавался банком года, его мобильный банк также несколько лет подряд высоко оценивался профессиональным сообществом.
Верхошинский также ввел понятие phygital в Альфа-банке, оно означает сочетание «физического живого человеческого опыта» (сотрудников банка) и «цифрового онлайн-опыта» (например, внедрение искусственного интеллекта). В 2020 году Альфа-банк открыл первый phygital-офис в России.
В 2021 году вошёл в совет директоров «Вымпелком». В июле 2022 года вошел в совет директоров ЦИАН. До этого входил в состав и возглавлял советы директоров других компаний.

## Участие в игре «Что? Где? Когда?»
С 2013 по 2018 год Владимир Верхошинский был защитником телезрителей в игре «Что? Где? Когда?» как представитель спонсора — Банк Москвы. Последний раз участвовал в телепередаче 24 июня 2018 года в финале летней серии игр. С 3 апреля 2022 года (открытие сезона) снова присутствовал в клубе в качестве защитника интересов телезрителей как представитель нового официального спонсора игры — Альфа-банка. Посещает финальные игры серий.

## Личная жизнь
Женат, имеет троих детей (две дочери и сын).